# 1959-es Eurovíziós Dalfesztivál
Az 1959-es Eurovíziós Dalfesztivál volt a negyedik Eurovíziós Dalfesztivál, melynek a franciaországi Cannes adott otthont. A helyszín a cannes-i Fesztivál- és Kongresszusi Palota volt.

## A résztvevők
1959-ben vett részt először Monaco. Az 1958-as versenyen utolsó Luxemburg visszalépett, az Egyesült Királyság pedig visszatért, így összesen 11 dal versenyzett ebben az évben.
Az olasz Domenico Modugno és a dán Birthe Wilke másodszor vettek részt a versenyen.

## A verseny
Ekkor lépett életbe az a szabály, mely szerint hivatásos dalszerzők nem lehettek tagjai a zsűrinek.
Ez volt az első alkalom, hogy a rendező ország nagy hangsúlyt fektetett a színpadi képre: a versenyzők egy látványos forgószínpadon adták elő dalaikat. Így mindegyik énekes mögött más, az adott országra jellemző háttér volt látható.

## A szavazás
A szavazás ugyanúgy zajlott, mint a korábbi években. Mindegyik országnak tíz zsűritagja volt, akik nem a helyszínen, hanem saját országukban követték a közvetítést. Mindegyik zsűritag 1 pontot adott az általa legjobbnak ítélt dalnak. A műsorvezetőnő telefonon keresztül vette fel a kapcsolatot a szóvivőkkel, a fellépési sorrenddel ellentétes sorrendben: Belgium volt az első szavazó, míg a házigazda Franciaország az utolsó. A szavazás során három dalt váltotta egymást az élen: az első zsűri pontjai után Hollandia állt az élre, utána Svájc vezetett. A svájci zsűri pontjai után három dal – a holland, a svájci és a brit – holtversenyben állt az élen. Az olasz zsűri által Hollandiának adott hét pont döntőnek bizonyult, ezt követően már végig meg tudták őrizni előnyüket. A svájci, a svéd és a dán zsűri kivételével mindegyik ország zsűrije legalább egy ponttal jutalmazta a győztes dalt.
Hollandia lett az első ország, mely másodszor is meg tudta nyerni a versenyt. A dal szerzője, Willy van Hemert írta az 1957-es győztes dalt is, így ő lett az első személy, aki kétszer tudott diadalmaskodni.
Ez az egyetlen alkalom, hogy nemcsak az első helyezett Hollandia dalát, hanem a második és harmadik helyezett brit és francia dalt is újra előadták a műsor végén.

## Eredmények
| #  | Ország             | Nyelv   | Előadó                      | Dal                                 | Magyar fordítás                     | Helyezés | Pontszám |
| -- | ------------------ | ------- | --------------------------- | ----------------------------------- | ----------------------------------- | -------- | -------- |
| 01 | Franciaország      | francia | Jean Philippe               | Oui, oui, oui, oui                  | Igen, igen, igen, igen              | 3.       | 15       |
| 02 | Dánia              | dán     | Birthe Wilke                | Uh, jeg ville ønske jeg var dig     | Ó, bárcsak a helyedben lehetnék     | 5.       | 12       |
| 03 | Olaszország        | olasz   | Domenico Modugno            | Piove (Ciao, ciao bambina)          | Esik az eső (Szia, szia kedvesem)   | 6.       | 9        |
| 04 | Monaco             | francia | Jacques Pills               | Mon ami Pierrot                     | Barátom, Pierrot                    | 11.      | 1        |
| 05 | Hollandia          | holland | Teddy Scholten              | Een beetje                          | Egy picit                           | 1.       | 21       |
| 06 | Németország        | német   | Alice és Ellen Kessler      | Heute Abend wollen wir tanzen geh’n | Ma éjjel táncolni szeretnénk        | 8.       | 5        |
| 07 | Svédország         | svéd    | Brita Borg                  | Augustin                            | Ágoston                             | 9.       | 4        |
| 08 | Svájc              | német   | Christa Williams            | Irgendwoher                         | Valahonnan                          | 4.       | 14       |
| 09 | Ausztria           | német   | Ferry Graf                  | Der K und K Kalypso aus Wien        | A bécsi császári és királyi Kalypso | 9.       | 4        |
| 10 | Egyesült Királyság | angol   | Pearl Carr és Teddy Johnson | Sing, Little Birdie                 | Énekelj, kismadár                   | 2.       | 16       |
| 11 | Belgium            | holland | Bob Benny                   | Hou toch van mij                    | Szeress hát engem                   | 6.       | 9        |

## Ponttáblázat
|                    | Zsűrik        | Zsűrik | Zsűrik      | Zsűrik | Zsűrik    | Zsűrik      | Zsűrik     | Zsűrik | Zsűrik   | Zsűrik             | Zsűrik  | Zsűrik |
| Össz               | Franciaország | Dánia  | Olaszország | Monaco | Hollandia | Németország | Svédország | Svájc  | Ausztria | Egyesült Királyság | Belgium |        |
| ------------------ | ------------- | ------ | ----------- | ------ | --------- | ----------- | ---------- | ------ | -------- | ------------------ | ------- | ------ |
| Franciaország      | 15            |        | 4           | 1      | 2         |             | 4          |        | 1        | 1                  |         | 2      |
| Dánia              | 12            |        |             | 1      | 1         | 1           |            | 4      | 1        | 2                  | 2       |        |
| Olaszország        | 9             | 3      |             |        | 1         |             |            | 1      | 3        |                    |         | 1      |
| Monaco             | 1             |        |             |        |           |             |            |        |          | 1                  |         |        |
| Hollandia          | 21            | 4      |             | 7      | 1         |             | 2          |        |          | 3                  | 1       | 3      |
| Németország        | 5             | 2      |             | 1      |           |             |            |        | 1        |                    |         | 1      |
| Svédország         | 4             |        | 1           |        |           | 3           |            |        |          |                    |         |        |
| Svájc              | 14            |        | 2           |        | 1         |             | 1          | 3      |          | 1                  | 5       | 1      |
| Ausztria           | 4             |        |             |        | 1         |             |            | 2      | 1        |                    |         |        |
| Egyesült Királyság | 16            | 1      | 1           |        | 2         | 5           |            |        | 3        | 2                  |         | 2      |
| Belgium            | 9             |        | 2           |        | 1         | 1           | 3          |        |          |                    | 2       |        |

A szavazás a fellépési sorrenddel ellentétesen történt.

## Térkép

Részt vevő országok
Országok, melyek korábban részt vettek, de ebben az évben nem

## Visszatérő előadók
| Előadó           | Ország      | Előző év(ek) |
| ---------------- | ----------- | ------------ |
| Birthe Wilke     | Dánia       | 1957         |
| Domenico Modugno | Olaszország | 1958         |

## A szavazás és a nemzetközi közvetítések

### Pontbejelentők
| 1. Belgium – Bert Leysen 2. Egyesült Királyság – Pete Murray 3. Ausztria – Karl Bruck 4. Svájc – Boris Acquadro 5. Svédország – Roland Eiworth 6. Németország – ismeretlen | 1. Hollandia – Siebe van der Zee 2. Monaco – ismeretlen 3. Olaszország – Enzo Tortora 4. Dánia – Bent Henius 5. Franciaország – Marianne Lecène |

### Kommentátorok
| Ausztria           | Elena Gerhard              | ORF                            |
| Belgium            | Paule Herreman (franciául) | INR                            |
| Belgium            | Nic Bal (hollandul)        | NIR TV                         |
| Dánia              | Sejr Volmer-Sørensen       | DR TV                          |
| Egyesült Királyság | Tom Sloan (televízió)      | BBC Television Service         |
| Egyesült Királyság | Pete Murray (rádió)        | BBC Light Programme            |
| Franciaország      | Claude Darget              | RTF                            |
| Hollandia          | Piet te Nuyl               | NTS                            |
| Luxemburg          | Claude Darget              | Télé-Luxembourg                |
| Monaco             | Claude Darget              | Télé Monte-Carlo               |
| Németország        | Elena Gerhard              | Deutsches Fernsehen            |
| Olaszország        | Bianca Maria Piccinino     | Programma Nazionale            |
| Svájc              | Theodor Haller (németül)   | TV DRS                         |
| Svájc              | Claude Darget (franciául)  | TSR                            |
| Svédország         | Jan Gabrielsson            | Sveriges TV, Sveriges Radio P1 |